# Техриц
Те́хриц или Че́хорецы (нем. Techritz; в.-луж. Ćěchorjecy) — деревня в Верхней Лужице, Германия. Входит в состав коммуны Добершау-Гаусиг района Баутцен в земле Саксония. Подчиняется административному округу Дрезден.

## География
Находится примерно в четырёх километрах на юго-запад от Будишина. На северо-западе деревни приходит автомобильная трасса S119 (Баутцен — Нойкирх). Граничит c деревнями Грубельчицы (Hrubjelčicy, Grubschütz) на северо-востоке, Слонкецы (Słónkecy, Schlungwitz) на юго-востоке и Гнашецы (Hnašecy, Gnaschwitz) — на юго-западе.
На юге и западе деревни находятся искусственные пруды, используемые для сельскохозяйственных целей.

## История
Впервые упоминается в 1380 году под наименованием Decherwicz. С 1562 года деревня носила статус рыцарской мызы.
С 1936 по 1994 года деревня входила в состав коммуны Гнашвиц, с 1994 по 1999 года — в коммуну Гнашвиц-Добершау. С 1999 года входит в состав коммуны Добершау-Гаусиг.
В настоящее время деревня входит в состав культурно-территориальной автономии «Лужицкая поселенческая область», на территории которой действуют законодательные акты земель Саксонии и Бранденбурга, содействующие сохранению лужицких языков и культуры лужичан.

## Население
Согласно статистическому сочинению «Dodawki k statisticy a etnografiji łužickich Serbow» Арношта Муки в 1884 году проживало 118 человек (из них — 102 серболужичанина (86 %)). С 1925 года большинство жителей являются лютеранами.
Официальным языком в населённом пункте, помимо немецкого, является также верхнелужицкий язык.
| 1777 | 1834 | 1871 | 1890 | 1910 | 1925 | 2011 |
| ---- | ---- | ---- | ---- | ---- | ---- | ---- |
| 10   | 90   | 108  | 161  | 123  | 150  | 85   |